# نايجل جونز
نايجل جونز (بالإنجليزية: Nigel Jones)‏ (22 أبريل 1982 في نيوزيلندا - ) هو لاعب كريكت أيرلندي. شارك مع منتخب أيرلندا للكريكت. أما مع النوادي، فقد لعب مع C.I.Y.M.S. Cricket Club ‏ وCivil Service North of Ireland Cricket Club ‏.

## وصلات خارجية
- نايجل جونز على موقع إي آس بي آن كريك إنفو (الإنجليزية)